# Boris Pistorius
Pour les articles homonymes, voir Pistorius.
Boris Pistorius, né le 14 mars 1960 à Osnabrück, est un homme politique allemand, membre du Parti social-démocrate (SPD). Il est ministre fédéral de la Défense depuis 2023.
Engagé au SPD à 16 ans, fils d'une députée sociale-démocrate, il travaille au cabinet de Gerhard Glogowski durant les années 1990. En 2006, après sept ans comme conseiller municipal puis adjoint, il est élu bourgmestre d'Osnabrück. Il démissionne en 2013, pour devenir ministre de l'Intérieur de Basse-Saxe. À partir de 2017, il est également député au Landtag. Il est appelé, en 2023, au poste de ministre fédéral de la Défense.

## Jeunesse et formation
Boris Pistorius naît le 14 mars 1960 à Osnabrück, en Basse-Saxe. Il est le fils de Ludwig et Ursula Pistorius (de). Sa mère est députée au Landtag de Basse-Saxe entre 1978 et 1990.
Après l'obtention de son Abitur à Osnabrück, il étudie le droit à l'université de Münster, à l'université d'Osnabrück, ainsi qu'à l'université catholique de l'Ouest.

## Engagement politique

### Débuts
En 1976, Boris Pistorius adhère au Parti social-démocrate d'Allemagne (SPD). Il est collaborateur au cabinet du ministre de l'Intérieur de Basse-Saxe, Gerhard Glogowski, de 1991 à 1995, puis en occupe la direction jusqu'en 1996.

### Élu local
À l'occasion des élections communales de 1996, Boris Pistorius remporte un siège au conseil municipal d'Osnabrück. Il occupe, entre 1999 et 2002, un poste d'adjoint au bourgmestre.
Dix ans après sa première élection, il remporte l'élection directe pour les fonctions de bourgmestre avec 55,5 % des suffrages exprimés contre Wolfgang Griesert. Il entre en fonction le 7 novembre.

### Ministre régional de l'Intérieur
Boris Pistorius devient, le 19 février 2013, ministre de l'Intérieur et des Sports de Basse-Saxe, après que le SPD est revenu au pouvoir lors des élections régionales du 20 janvier. Il renonce à la mairie d'Osnabrück, à laquelle Wolfgang Griesert est élu pour lui succéder. Il est reconduit en 2017, étant à cette occasion élu député au Landtag, puis en 2022.
Il siège au Bundesrat entre 2013 et 2017, après quoi il devient membre suppléant de la délégation de son Land. À ce titre, il a également été membre du Groupe d'amitié germano-russe créé en coopération avec le Conseil de la fédération de Russie.

### Parcours fédéral
Au cours des négociations de coalition, menées avec la CDU/CSU, pour former, en 2018, le cabinet Merkel IV, Boris Pistorius participe à la délégation du Parti social-démocrate au sein du groupe de travail sur les affaires intérieures et la justice, que dirigeaient Thomas de Maizière, Stephan Mayer et Heiko Maas.
Dans le cadre du 39e congrès fédéral du SPD, en 2019, il postule à la présidence, formant comme tous les autres candidats un ticket paritaire. Il mène campagne avec Petra Köpping (de). Avec 14,41 % des voix, ils arrivent avant-dernier du premier tour,.
À la suite des élections fédérales de 2021, le SPD entreprend des négociations avec l'Alliance 90/Les Verts (Grünen) et le Parti libéral-démocrate (FDP). Il co-préside, en tant que chef de la délégation sociale-démocrate, le groupe de travail sur l'immigration et l'intégration, avec Luise Amtsberg et Joachim Stamp.
Le 17 janvier 2023, après que Christine Lambrecht a dû remettre sa démission, Boris Pistorius est désigné par son parti comme nouveau ministre fédéral de la Défense.

## Prises de position
En 2021, Boris Pistorius a exigé que l'Allemagne ordonne que le programme de messagerie Telegram soit retiré des magasins d'applications d'Apple et de Google s'il continue d'ignorer les demandes d'aide à la recherche de contenu extrémiste.
Début 2024, dans un entretien pour le quotidien allemand Der Tagesspiegel, il déclare que les pays européens devaient se préparer à la guerre face à la Russie. Il évoque l'avis d'experts qui « s'attendent dans cinq à huit ans à une période au cours de laquelle cela pourrait être possible ».

## Vie privée
Boris Pistorius a deux filles avec sa femme décédée en 2015 des suites d'un cancer. Il a été en couple avec Doris Schröder-Köpf, quatrième épouse de Gerhard Schröder, de 2016 à 2022.